# Mont Pippu
Pour la ville et station de ski située en contrebas de la montagne, voir Pippu.
Le mont Pippu (比布岳, Pippu-dake) est une montagne située dans le groupe volcanique Daisetsuzan des monts Ishikari, à Hokkaidō au Japon.